# Parafia św. Urszuli Ledóchowskiej w Radomiu
Parafia pw. Świętej Urszuli Ledóchowskiej w Radomiu – parafia rzymskokatolicka usytuowana w Radomiu. Należy do dekanatu Radom-Centrum, który należy z kolei do diecezji radomskiej. 

## Historia
- Placówka duszpasterska dla os. Dzierzków w Radomiu powstała z inicjatywy bp. Edwarda Materskiego, który 15 sierpnia 1983 sprawował pierwszą mszę św. na placu budowy kościoła. W tym czasie oddano do użytku tymczasową drewnianą kaplicę, która została poświęcona w listopadzie 1983. Parafia została erygowana przez bp. Edwarda Materskiego 20 października 1989. Pierwszym duszpasterzem był ks. Wiesław Ozdoba. Kościół został zbudowany wg projektu arch. Zbigniewa Koczonia (nawa główna), Pawła Wiśniewskiego i Władysława Gierady (nawy boczne i wieża) w latach 1984–1993 staraniem ks. Wiesława Ozdoby i ks. Grzegorza Senderskiego. Nawa główna została poświęcona w marcu 1989 przez bp. Edwarda Materskiego. Wmurowania kamienia węgielnego i poświęcenia fundamentów naw bocznych dokonał 27 października 1991 bp Marian Zimałek. Boczne nawy, wieża i dzwony zostały poświęcone 10 października 1993 przez bp. Edwarda Materskiego. Konsekracji świątyni dokonał bp Edward Materski 1 października 2000. Kościół jest trzynawowy, murowany z cegły czerwonej, tynkowany, ściany boczne łamane. Wystrój wnętrza był urządzany od 1994. Powstał dzięki zamysłowi teologiczno-liturgicznemu ks. Grzegorza Senderskiego i dzięki projektowi Stanisława i Bożeny Gieradów. W lipcu 2014 wnętrze świątyni uległo zniszczeniu w wyniku pożaru. Kościół został w tym samym roku gruntownie wyremontowany staraniem ks. Romana Majchrzyka oraz parafian. Od 1992 posługę przy parafii prowadzą siostry urszulanki Serca Jezusa Konającego.

## Terytorium
Do parafii należą wierni z Radomia mieszkający przy ulicach: Białostocka, Długojowska, Janowiecka, Kaszubska, Kochanowskiego, Komunalna, Lotnicza, Nałęczowska, Odroczenia, Okrzei, Piotrkowska, Pomorska, Puławska, Smolna, Szczecińska, Średnia, Zwoleńska.

## Proboszczowie
- 1983 - 1989 - ks. Wiesław Ozdoba
- 1989 - 2006 - ks. prał. Grzegorz Senderski
- 2006 - 2009 - ks. kan. Zenon Kicior
- 2009 - nadal - ks. kan. Roman Majchrzyk